# Benjamin Gracer
Benjamin Gracer [Bénjamin Grácer], slovenski pesnik, haikuist, pedagog, pisatelj in urednik, * 23. februar 1942, Celovec.
Napisal in izdal je 20 pesniških zbirk, 1 knjigo pesmi za otroke in v soavtorstvu z Mihom Mohorjem učbenik za ustvarjalno branje.

## Življenje
Benjamin Gracer se je rodil 23. februarja 1942. leta v Celovcu. Družina je sicer v tem času bivala na Jesenicah, a je bila mati zaradi zapletov pri porodu primorana oditi v celovško porodnišnico. Benjamin se je rodil kot prvi izmed štirih otrok, od katerih so se trije rodili med vojno, le dva sta jo preživela, eden pa tik po vojni. Gracer svoje mladostniško življenje poimenuje kot »nomadsko«, saj se je družina zaradi očetovih službenih obveznosti pogosto selila, živeli so zelo skromno. 
Osnovno šolo je obiskoval na Ljubečni pri Celju, v Bugojni (BiH) in na Dovjem. Šolanje je nadaljeval sprva na nižji Gimnaziji na Jesenicah, potem se je vpisal na učiteljišče v Tolminu, kjer je 1964. leta izobraževanje zaključil z odliko. S tem se je pričelo njegovo pedagoško delo. Kot štipendist je sprejel delo v Kranjski Gori, živel pa je na Jesenicah. Sam pravi, da so ga v tem petletnem obdobju, ko je moral delati za odplačilo dolga, ki si ga je prislužil s prejemanjem štipendije, večkrat vpoklicali v vojsko, in sicer takrat, ko so ga hoteli družbeno onemogočiti. V tem času sta si z ženo ustvarila družino in se preselila v Kranjsko Goro.
Gracer je razvil lastno pedagoško filozofijo, ki jo je opisal takole: »Pri svojem pedagoškem delu ugotavljam, da je umetnost lahko ena od močnih komponent vzgoje in izobraževanja, zato začnem razvijati z učenci učne projekte, ki so sinteza in hkrati presečišča znanstvenih vsebin, umetniških, mitov, legend, svetopisemskih zgodb, ljudskega blaga, zgodovinskih zapisov …«.  Z njo, kot pravi Gracer, je možno odkrivati fenomen »jezika«. Z otroki so na jezikovnem krožku analizirali besede in ustvarjali nove skovanke, ki so jih nato uporabljali pri snovanju pesmi. Ta dela so potem glasno prebirali, jih primerjali med sabo in z deli uveljavljenih avtorjev. Cilj Gracerjeve pedagoške filozofije je bil, da učenec postane kreativni oblikovalec sebe in okolice ter se s pridobljeno samozavestjo dvigne nad strah pred neznanim. Kot sredstvo za dosego tega cilja je Gracer uporabil prožnost jezika, ki ga sprejema tudi sam, ko piše strokovna in literarna besedila. Rezultat njegove filozofije je viden v delu Jedrice – Haiku pesmice, ki združuje dva principa, od katerih je prvi princip pesniške zbirke, ki se ujema s teorijo epitafa, saj Gracer v tem delu objavi haikuje, posvečene nekdanjim učencem, drugi je princip antologije, ki se izrazi v delu, kjer učitelj oziroma mentor objavi haikuje učencev. Zanimivo je, da je Gracer na posvetitev v svet haikujev moral počakati do leta 2010, ko je izšla ta konceptualno umetniško-pedagoška knjiga. Z njo in z delom, ki je vodilo do nje, je oblikoval svojo lastno pesniško šolo, ki je omogočila razvoj novi generaciji gornjesavskih pesnikov.

## Delo
Gracer je bil vse od dijaških let vpet v kulturno življenje, s katerim je dihal kot avtor, urednik (v letih 1992 in 1993 je urejal revijo Alternative), pedagoški delavec, pisec strokovnih besedil, član Kulturno umetniškega kluba Tone Čufar itd. Kakor večini avtorjev z obrobja tudi Gracerju centralizacija umetnosti na prestolnico ni lajšala muk, ki jih pesnik že po sami naravi nosi na plečih. Svoje prve pesmi je objavil v šolskem letu 1962/1963, ko so se dijaki tolminskega učiteljišča zaradi družbenih sprememb začutili vpoklicane za izdajanje literarnega glasila Nove brazde, ki je že takoj naletelo na odklonilen odnos takratnih oblasti. Po drugi pesniški zbirki V mraku (1973) je v reviji Sodobnost sledila, zaradi subjektivnih sklepanj in lastnih stališč ter prepričanj, krivična in uničujoča kritika Marjana Zlobca. Ta je sklepal, da avtor ni tako odličen, da bi uspel prodreti do slovenskih knjižnih založb, ker je svojo prvo pesniško zbirko Igra (1972) izdal v samozaložbi, drugo pa mu je izdal Kulturno umetniški klub Tone Čufar. Kritiko je nadaljeval v ciničnem tonu: »Potemtakem se vsiljuje vprašanje: v čem je bistvo Gracerjeve poezije, da se ne more prebiti do knjižnih programov osrednjih založb kot ekvivalentov priznavanja estetskih vrednot že s tem, da uvrsti določen tekst v založniški program?«  Gracer je kritiku v eni izmed prihodnjih številk Sodobnosti, takrat je uredniška politika to še dopuščala, odpisal, da »so nekateri Zlobčevi sklepi in zaključki popolnoma zgrešeni: – pesmi nisem do danes poslal še nobeni slovenski založbi, zato je njegova ugotovitev neutemeljena.«  Za konec doda še epigramsko pesnitev iz treh delov Kritiku (v spomin).

### Pesniške zbirke
- Igra (Kranjska Gora: Samozaložba, 1972),
- V mraku (Jesenice: Kulturno umetniški klub Tone Čufar, 1973),
- Sončev studenec (pesniški listi poetične proze) (Kranjska Gora: Samozaložba, 1979),
- Slikanica (Kranjska Gora: Samozaložba, 1981),
- Lučka še brli (Jesenice: Delavska univerza, 1982),
- V valovanju časov (izbor iz poezije, proze in aforizmov) (Kranjska Gora: Društvo Alternative, 1993),
- Kamen na neskončnost (Kranjska Gora: Samozaložba, 1997),
- Orwel(lovski) hlev (Kranjska Gora: Samozaložba, 1999),
- Pesem je vzgon ljubezni (Kranjska Gora: Hotel Miklič, 2003),
- Haiku portreti učencev (Kranjska Gora: OŠ Josipa Vandota, 2004),
- Prebodeno oko sfinge (Kranjska Gora: OŠ Josipa Vandota, 2006),
- Jadra gorijo (Kranjska Gora: Samozaložba, 2007),
- Ljubeznijada (Kranjska Gora: s. n., 2008),
- Borovške jedričke (Kranjska Gora: Samozaložba, 2008),
- Maticeva osemnajstica (Kranjska Gora: Samozaložba, 2008),
- Vnučkini dnevi (Kranjska Gora: Samozaložba, 2008),
- Prividi iz prisluhov (Kranjska Gora: Samozaložba, 2010),
- Večnost v planiških letih (Kranjska Gora: Samozaložba, 2010),
- Jedrovanje sveta s pri(od)sotnostjo jedra (Kranjska Gora: Samozaložba, 2010),
- Jedrice – haiku pesmice : haiku portreti učencev (Jesenice: Občinska knjižnica, 2010),
- Pesmi ljubezni in jada, svetlobe in senc (Kranjska Gora: Samozaložba, 2010),
- Prva jedrična pasja simfonija (Kranjska Gora: Samozaložba, 2011),
- Kozmične podobe zemeljske minljivosti v alpskem svetu (Kranjska Gora: Samozaložba, 2014).

### Pesmi za otroke
- Čez jezični most (Kranjska Gora: Samozaložba, 2010).

### Proza
- Veliki (u)lov na poti v Kačur(o)monijo (Kranjska Gora: Samozaložba, 2010).

### Učbeniki
- B. Gracer, M. Mohor: (Skrivni) dnevnik ustvarjalnega branja 4 : delovni zvezek za domače branje v četrtem razredo osnovne šole. (Ljubljana: Rokus, 2002).

### Strokovna literatura
- Jezikovno ozaveščanje učenca in učitelja v osnovni šoli (Kranjska Gora: Samozaložba, 2013),
- Alica v čudežni deželi : didaktični projekt globinskega opismenjevanja v 1. in 2. razredu (Kranjska Gora: OŠ Josipa Vandota, 1993).

### Literarni projekti
- Ogenj (učni projekt Ognji: jedrice jedričarjev 4., 5. in 7. razreda jezikovnega krožka) (Kranjska Gora: OŠ Josipa Vandota, 2007).